# تي بيتر برودي
تي بيتر برودي (بالمجرية: Bródy Tamás Péter)‏ هو مخترع وفيزيائي مجري، ولد في 18 أبريل 1920 في بودابست في المجر، وتوفي في 18 سبتمبر 2011 في بيتسبرغ في الولايات المتحدة.